# Sukcinanhydrid
Sukcinanhydrid je organická sloučenina se vzorcem (CH2CO)2O, anhydrid odvozený od kyseliny jantarové.

## Příprava a výroba
V laboratoři se sukcinanhydrid připravuje dehydratací kyseliny jantarové, lze ji usnadnit přidáním acetylchloridu nebo trichloridu fosforylu, případně zahřátím.
Průmyslově se vyrábí katalytickou hydrogenací maleinanhydridu.

## Reakce
Sukcinanhydrid může být snadno hydrolyzován na kyselinu jantarovou:
(CH2CO)2O + H2O → (CH2CO2H)2
S alkoholy (ROH) probíhá podobná reakce, jejími produkty jsou monoestery:
(CH2CO)2O + ROH → RO2CCH2CH2CO2H

## Podobné sloučeniny

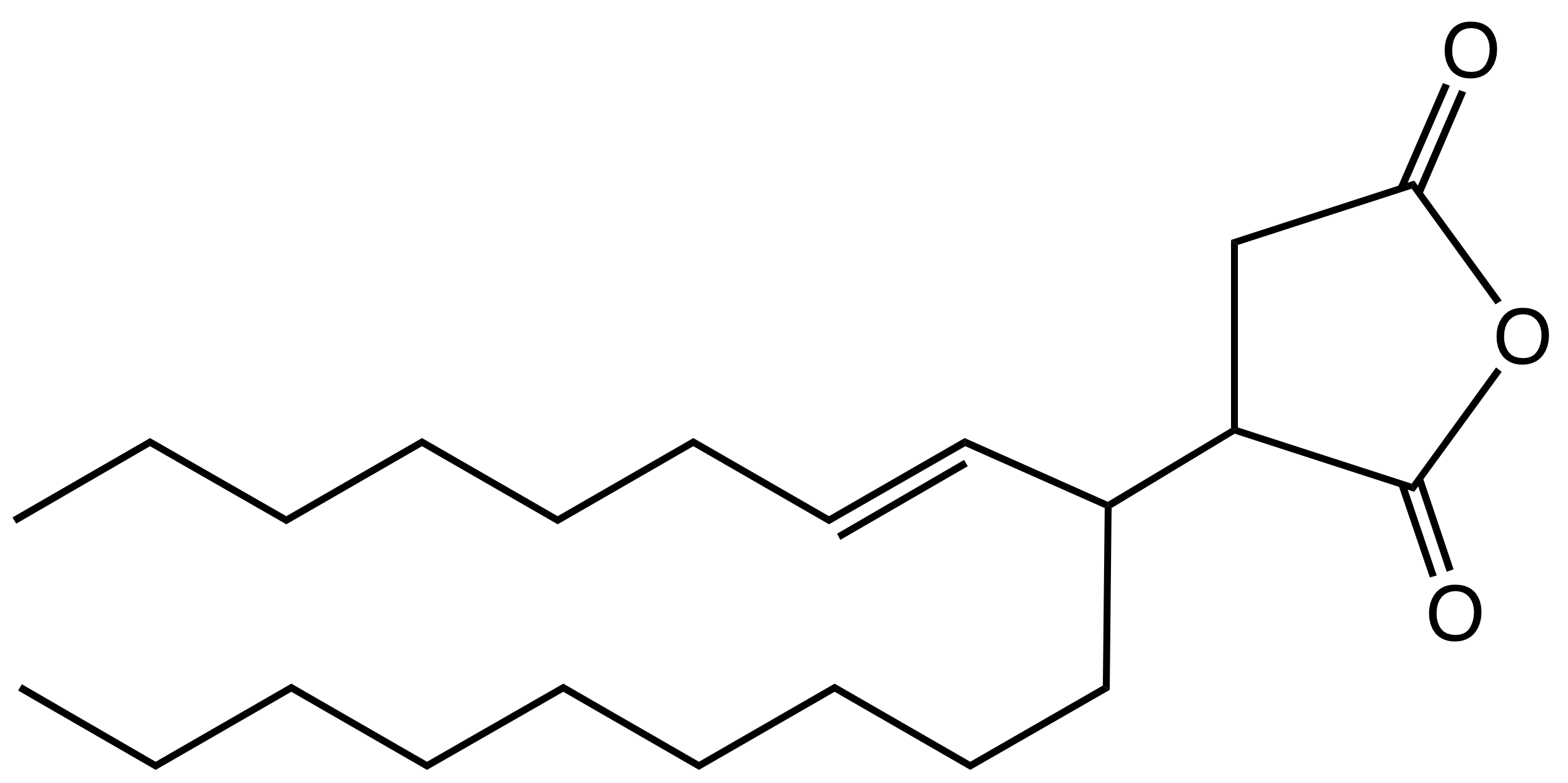
Strukturní vzorec alkylsukcinanhydridu odvozeného od oktadecenu

Enovými reakcemi maleinanhydridu s alkeny vznikají alkenylsukcinanhydridy, které se používají při úpravě papíru, kdy anhydrid vytvoří esterové vazby s hydroxylovými skupinami celulózy. Reakcí maleinanhydridu s polyisobutylenem vzniká polyisobutylenylsukcinanhydrid, používaný jako součást molekul aditiv v ropném průmyslu.